# Westwoodilla megalops
Westwoodilla megalops är en kräftdjursart. Westwoodilla megalops ingår i släktet Westwoodilla och familjen Oedicerotidae. Inga underarter finns listade i Catalogue of Life.